# Crawl Space
«Crawl Space» es el segundo episodio de la primera temporada de la serie animada de televisión Bob's Burgers. Se emitió originalmente por Fox en Estados Unidos el 16 de enero de 2011.
Fue escrito por Loren Bouchard y Jim Dauterive y dirigido por Kyoung Hee Lim. Recibió críticas normales por la interacción de personajes y argumento. De acuerdo con los niveles de audiencia, fue visto por 5,066 millones de hogares en su emisión original. Cuenta con actuaciones invitadas de David Herman, Larry Murphy y Renée Taylor.

## Argumento
Los padres de Linda vienen de visita y ésta (como siempre cuando esto sucede) trata de preparar todo molestando a su familia con la limpieza de la casa antes de que lleguen. Bob decide que los suegros duerman en la habitación de Gene ya que huele mal y, de esa manera, piensa que se irán antes. Luego al ser forzado por Linda a arreglar la gotera del techo antes de que lleguen sus padres, descrubre un espacio hueco en las paredes de la casa. Cuando finalmente llegan los invitados (Gloria (Renee Taylor) y Al), Bob se da cuenta de que puede fingir estar atrapado en el hueco y evitar verlos ya que no les tiene mucha simpatía. 
Linda se frustra con esta situación mientras Louise inventa que su padre está muerto y que puede escuchar su fantasma, para asustar a la gente. Linda llama al constructor y amigo de la familia Teddy para que ayude a Bob a salir y éste le dice que vuelva mañana cuando sus suegros se hayan ido (a pesar de ser forzado a pagarle la visita). Durante la noche, Gloria y Al tienen sexo en la cama de Gene mientras éste y Louise escuchan junto a Tina que lo hace mezclado con sus pesadillas de zombis. Al día siguiente Gloria decide que se quedarán un día más. Linda descubre que Bob mintió acerca de quedar atrapado antes; ahora realmente no puede salir y Linda cancela la visita de Teddy. Bob comienza a volverse loco grabándose con una cámara de video y utilizando la luz de noche de Louise como su amigo. Mientras tanto, Gloria hace una hamburguesa de atún a la que llama "Tunami" (por "tuna", "atún" en inglés" y la palabra tsunami). A Linda le gusta la idea y la hace la hamburguesa del día. Bob tiene una alucinación creyendo que ingresa a un bar (parodiando a El resplandor) donde la luz de noche es el barman y un camarero que encuentra en el baño le dice que Gloria hizo una hamburguesa de atún y la puso como la del día, causando mucha molestia en Bob.
Durante todo el tiempo que Bob está atrapado, los chicos reciben detención en el colegio por sus comportamientos por mentir diciendo que su padre está muerto y hablan con su fantasma (Louise), por grabar el momento sexual de Gloria y Al y mezclándolo con el teclado y mostrándolo para el reporte de historia en vez de hacer el trabajo real (Gene) y por espiar el vestuario de los chicos para verlos desnudos (Tina). El Sr. Frond, el consejero escolar, se sorprende por todos estos episodios juntos y piensa que son "niños en crisis" y que debe visitar la casa inmediatamente. Allí, Gloria va en busca de Bob mientras Frond llega para una reunión con Linda. Gloria encuentra a Bob inconsciente y salen rompiendo la pared de la cocina (en donde están Linda y el consejero) diciendo "¡Aquí está Bobby!" (parodia de la famosa línea de 'El resplandor'). Gloria confronta al Sr. Frond para los deje en paz y lo logra. Bob se siente agradecido con ella justo antes de que se vayan y luego pelea con Louise por la luz de noche que quiere conservar para él.

## Recepción
En su emisión original en Estados Unidos, "Crawl Space" fue visto por un estimado de 5,066 millones de hogares y recibió una medición de 2.5/6% del share en adultos entre 18-49 años, una caída desde el primer episodio.
Recibió críticas mezcladas. Rowan Kaiser de A. V. Club puntuó el episodio con una C, expresando desgano con el cliché de "la mala suegra que viene de visita" y sintiendo que muchas de las bromas eran chatas. Sin embargo, Kaiser resaltó la interacción de Bob con los chicos, destacando las partes de Louise (Kristen Schaal) como "las mejores de ambos episodios".